# Quadroon (1/4 negro)

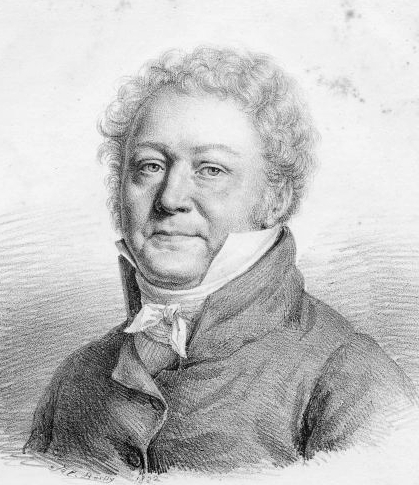
Guillaume Guillon-Lethière era filho de um francês e uma mulâtresse (mulata) de Guadalupe.

Nas sociedades escravistas das Américas, uma pessoa mestiça (quadroon) ou quarteron era uma pessoa com ascendência 1/4 africana e 3/4 europeia (ou na Austrália, 1/4 aborígene).
Classificações semelhantes foram octoroon para 1/8 preto (raiz latina octo-, significa "oito") e hexadecaroon para 1/16 preto.
Às vezes, os governos da época incorporavam os termos legais, definindo direitos e restrições. O uso dessa terminologia é uma característica do hipodescente, que é a prática dentro de uma sociedade de designar filhos de uniões mistas para o grupo étnico que o grupo dominante percebe como subordinado. As designações raciais se referem especificamente ao número de ancestrais africanos de sangue total ou equivalente, enfatizando o mínimo quantitativo, com quadroon significando que uma pessoa tem ascendência negra de 1/4.

## Etimologia
A palavra quadroon foi emprestada do quarton francês e do cuarterón espanhol, que têm sua raiz no quartus latino, significando "um quarto" (1/4).
Da mesma forma, o cognato espanhol cuarterón é usado para descrever cuarterón de mulato ou morisco (alguém cuja origem racial é 3/4 branca e 1/4 preto), e cuarterón de mestizo ou castizo, (alguém cuja origem racial é 3/4 branca e 1/4 indígena), especialmente no Caribe América do Sul.

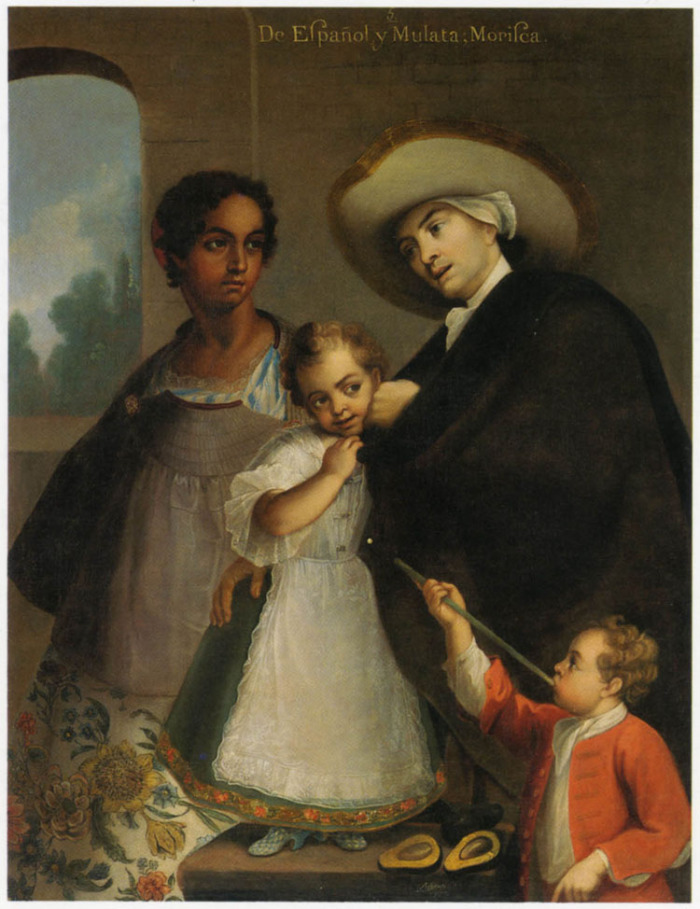
"De español y mulata: morisca". Pintura de 1763 de Miguel Cabrera, México.

## Classificações raciais
O Quadroon foi usado para designar uma pessoa com ascendência africana/aborígine de 1/4, equivalente a um pai biracial (africano/aborígine e caucasiano) e um pai branco ou europeu; em outras palavras, o equivalente a um avô africano/aborígine e três avós brancos ou europeus. Na América Latina, que tinha vários termos para grupos raciais, alguns termos para quadroons eram morisco ou chino (ver casta).
O termo mulato foi usado para designar uma pessoa biracial, com um pai preto puro e um pai branco puro, ou uma pessoa cujos pais são ambos mulatos. Em alguns casos, era usado como termo geral, por exemplo, nas classificações censitárias dos EUA, para se referir a todas as pessoas de raça mista, sem levar em consideração a proporção de ancestrais.
O termo octoroon se referia a uma pessoa com 1/8 descendentes de africanos/aborígines; isto é, alguém com herança familiar equivalente a um avô biracial; em outras palavras, um bisavô africano e sete bisavós europeus. Assim como o uso do quadroon, essa palavra foi aplicada em uma extensão limitada na Austrália para aqueles com ascendência aborígine do oitavo oitavo, quando o governo implementou políticas de assimilação na geração roubada.
Terceron era um termo sinônimo de octoroon, derivado de três gerações de descendência de um ancestral africano (bisavô). O termo mustee também foi usado para se referir a uma pessoa com 1/8 descendente de africanos.
O termo sacatra era usado para se referir a 7/8 de negros ou africanos e 1/8 de brancos ou europeus (isto é, um indivíduo com um pai negro e um pai cruel ou um bisavô branco).
Nas Antilhas Francesas, os seguintes termos foram usados durante o século XVIII: 
| Ascendência negra | Saint-Domingue | Guadalupe / Martinica |
| ----------------- | -------------- | --------------------- |
| 7/8               | Sacatra        | -                     |
| 3/4               | Griffe         | Capre                 |
| 5/8               | Marabu         | -                     |
| 1/2               | Mulâtre        | Mulâtre               |
| 1/4               | Quarteron      | Métis                 |
| 1/8               | Métis          | Quarteron             |
| 1/16              | Mamelouk       | Mamelouk              |
| 1/32              | Quarteronné    | -                     |
| 1/64              | Sang-mêlé      | -                     |

Na América Latina, os termos griffe ou sambo às vezes eram usados para um indivíduo de 3/4 de pais negros, ou seja, o filho de um pai mulato e um pai totalmente preto.

## Favoritismo
Durante o período pré-guerra nos Estados Unidos, os abolicionistas apresentaram mulatos e outros ex-escravos de pele clara em palestras públicas no Norte, para despertar sentimentos públicos contra a escravidão, mostrando os escravos nortistas que eram visualmente indistinguíveis deles. Isto impediu-os, ao público, de colocar escravos numa categoria de "outros", e não relacionados com eles na sua sociedade.